# Холодний Яр (монета)
«Холо́дний Яр» — пам'ятна монета номіналом 5 гривень, випущена Національним банком України, присвячена історичній місцевості, сповненій славними козацькими традиціями, у центрі якої розташована одна з її окрас — Свято-Троїцький Мотронинський монастир. Холодний Яр — реліктовий лісовий масив (Кам'янський район Черкаської області), де серед пам'яток природи найвідомішою є тисячолітній дуб, названий на честь Максима Залізняка. Ця територія зберегла багато археологічних пам'яток різних епох. Саме з Холодного Яру навесні 1768 року почався соціальний та національно-визвольний рух 1768—1769 років у Правобережній Україні — Коліївщина. У 1840-х роках тут побував Тарас Шевченко, який згадує про Холодний Яр у поетичних творах «Гайдамаки» та «Холодний яр». У 1919—1922 роках під прапором Української Народної Республіки діяли повстанці Холодноярської Республіки.
Монету введено в обіг 15 квітня 2019 року. Вона належить до серії «Інші монети».

## Опис монети та характеристики
| Номінал грн. | Метал      | Маса, г | Діаметр, мм | Якість виготовлення       | Гурт     | Тираж, штук                                        |
| ------------ | ---------- | ------- | ----------- | ------------------------- | -------- | -------------------------------------------------- |
| 5            | нейзильбер | 16,54   | 35,0        | спеціальний анциркулейтед | рифлений | 40 000 (у тому числі 15 000 у сувенірній упаковці) |

### Аверс
На аверсі монети в центрі на матовому колі розміщено малий Державний Герб України, над яким напис півколом «УКРАЇНА», під гербом позначення номіналу «5» та на дзеркальному тлі вертикальний напис «ГРИВЕНЬ», літери якого донизу розширюються, по обидва боки від напису — зображення стовбурів дерев; угорі на дзеркальному тлі стилізований напис півколом — «ХОЛОДНИЙ ЯР» (сформований з гілок, жолудя, листя); унизу ліворуч — рік карбування монети «2019»; логотип Банкнотно-монетного двору Національного банку України (праворуч на дзеркальному тлі).

### Реверс
На реверсі монети розміщено композицію, що символізує реліктовий ліс: угорі і внизу, з ракурсу погляду людини вгору, зображено дерева, вершини яких тягнуться до жовто-зеленого кола (використано тамподрук) у центрі монети, що символізує листя та сонце; ліворуч і праворуч — коні з вершниками, які символізують визвольну боротьбу часів гайдамаччини та Холодноярської Республіки; унизу серед дерев — Троїцька церква Мотронинського монастиря.

15000 монет із загального тиражу було випущено у буклетах
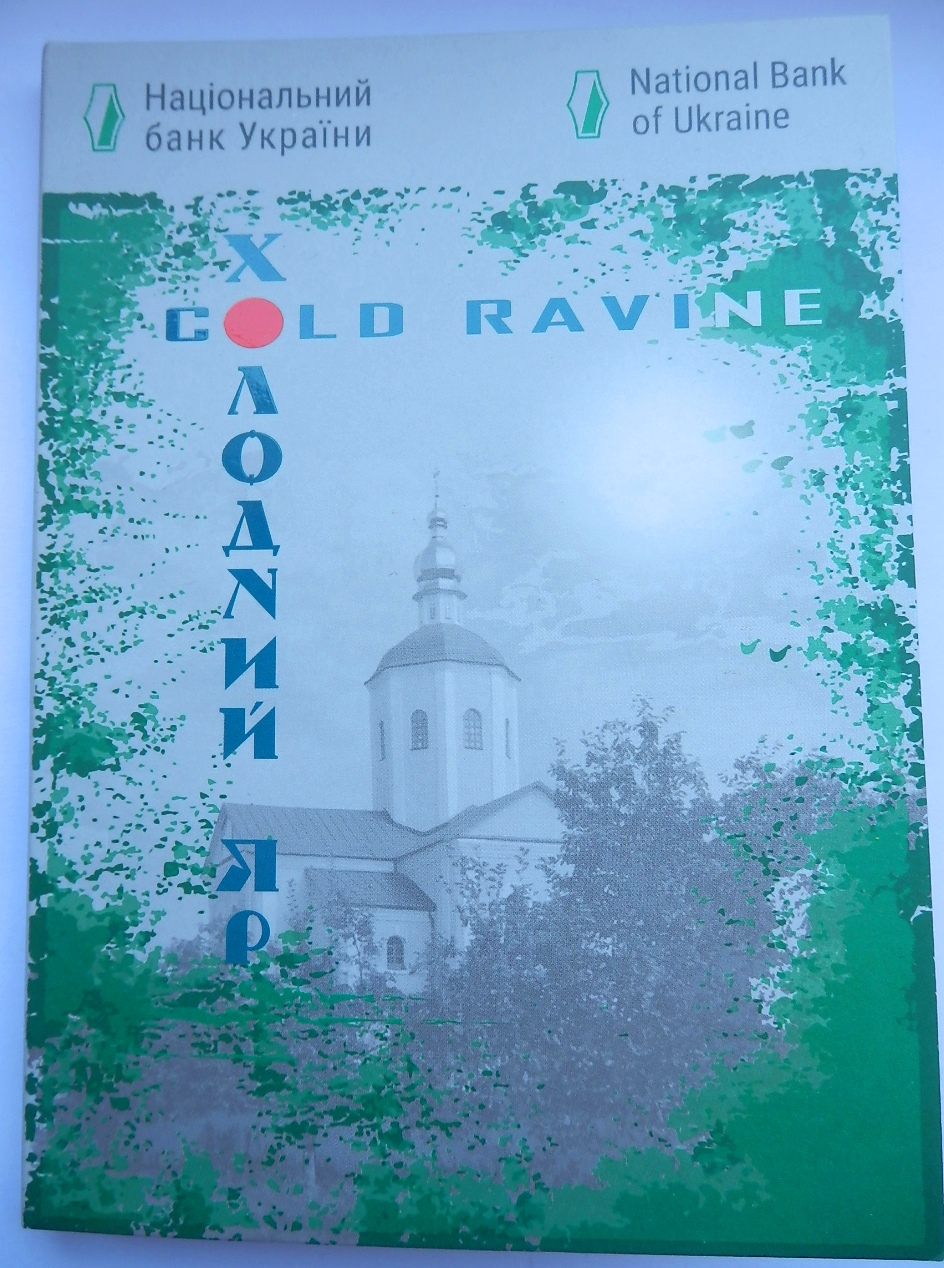
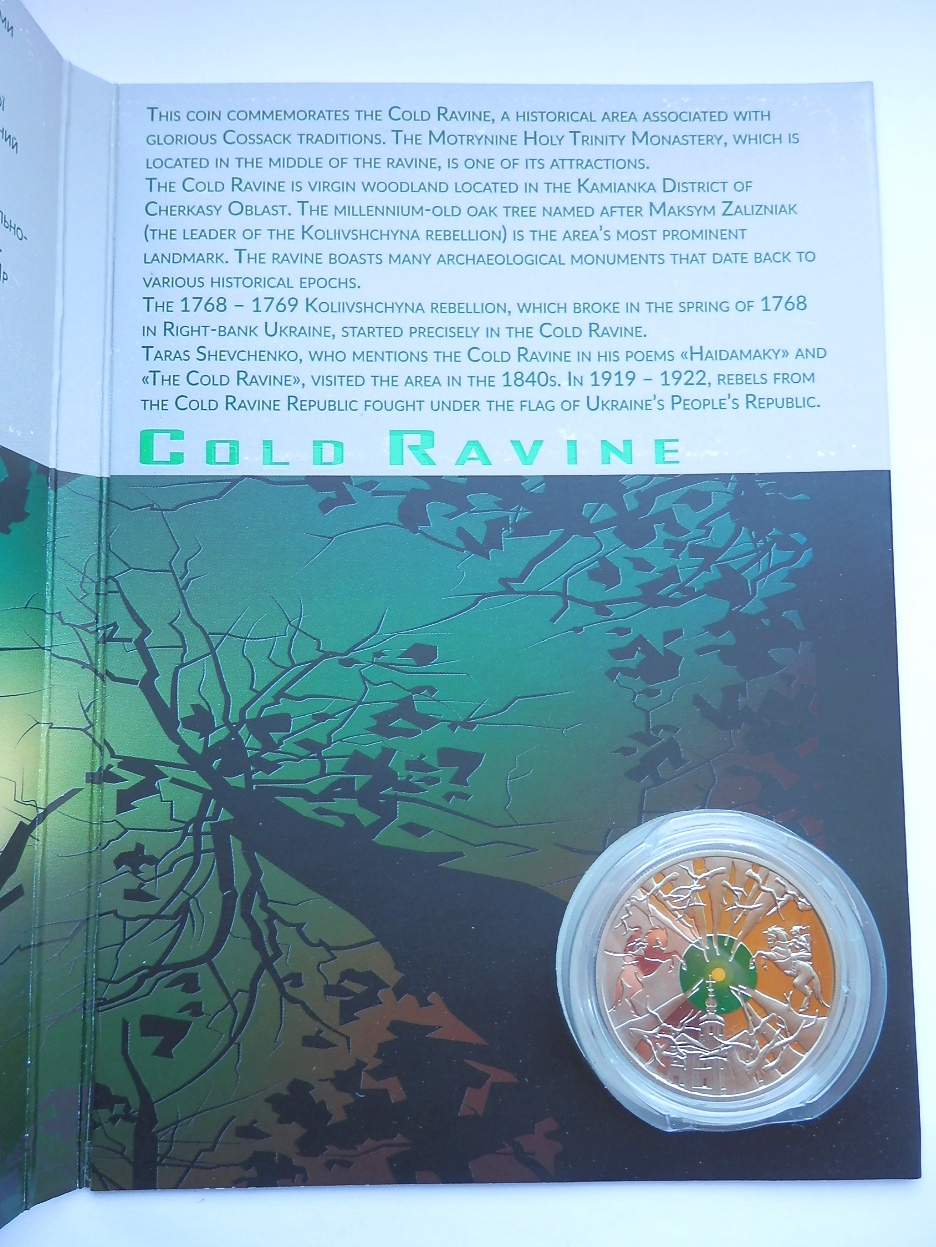
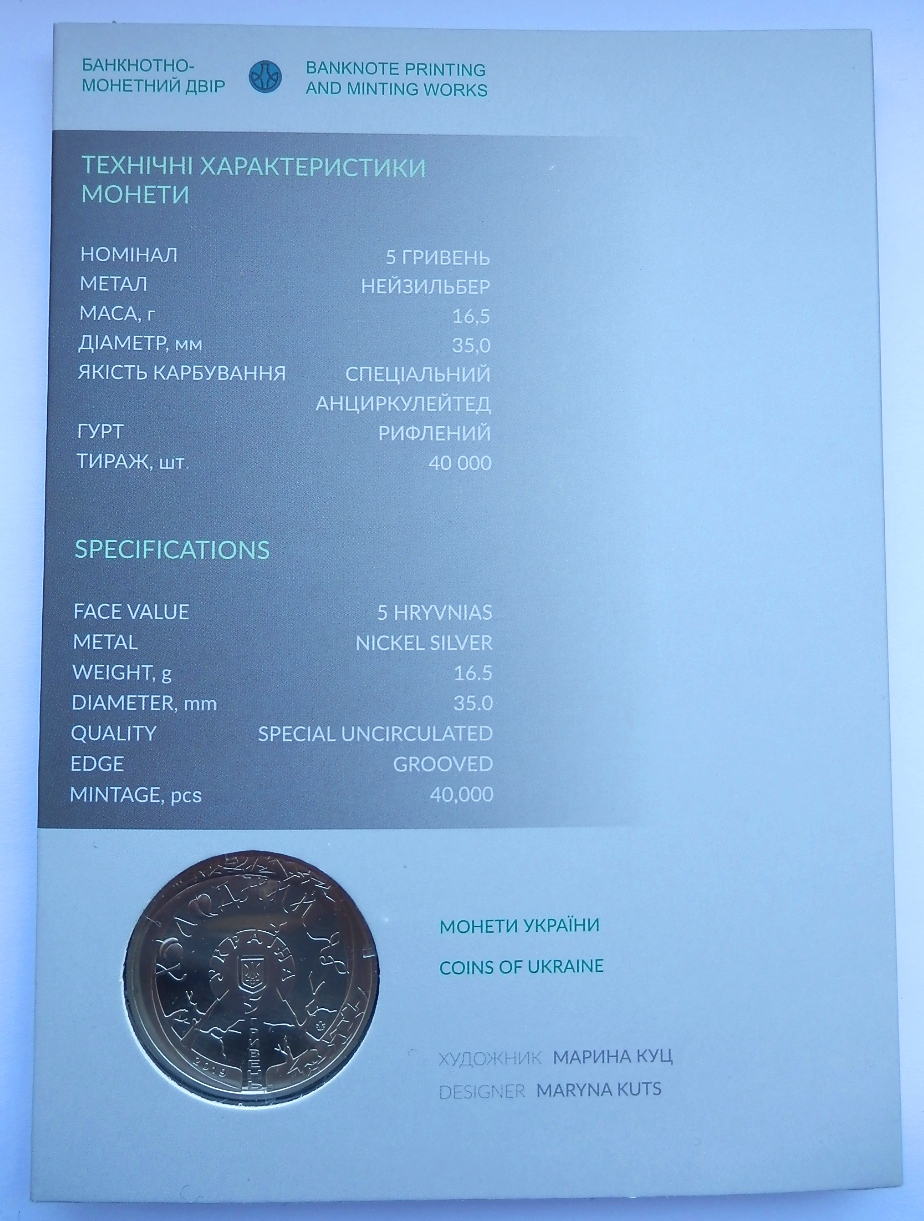

## Автори

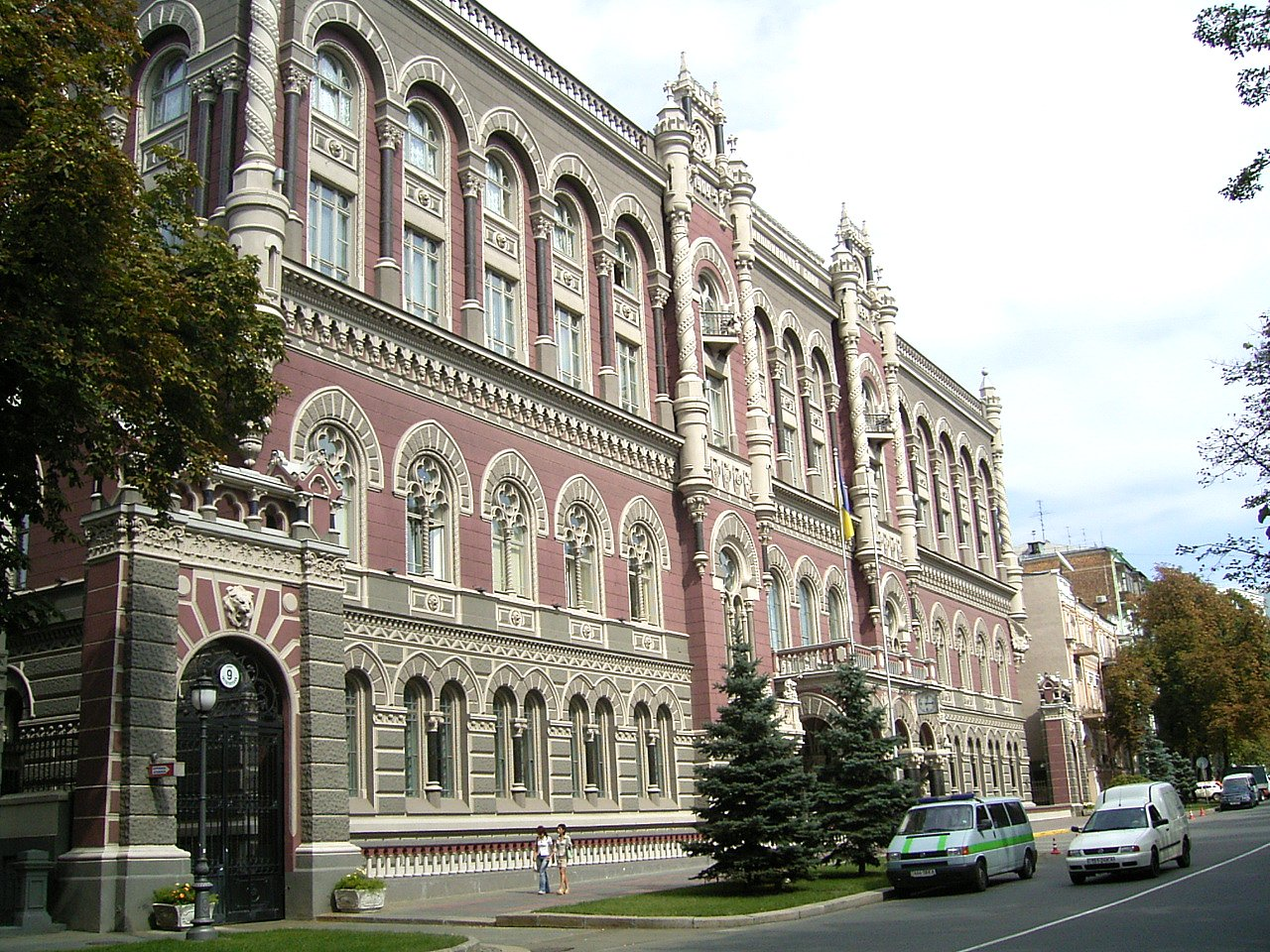
Будівля Національного банку України

- Художник — Куц Марина.
- Скульптор — Демяненко Анатолій.

## Вартість монети
Під час введення монети в обіг 2019 року, Національний банк України реалізовував монету за ціною 61 гривня.
Фактична приблизна вартість монети, з роками змінювалася так:
| Рік        | 2019 | 2020 | 2021 | 2022 | 2023 | 2024 | 2025 |
| ---------- | ---- | ---- | ---- | ---- | ---- | ---- | ---- |
| Ціна, грн. | 100  | 95   | 130  | 150  | 350  | 500  | 520  |